# Југославија (часопис)
Југославија је био југословенски вишејезични илустровани уметнички часопис који је излазио између 1949. и 1959. године. Часопис је имао седиште у Београду и био пропагандна публикација која је укључивала чланке о уметности и рекламне илустрације. Њен пуни наслов на енглеском био је Југославија: илустровани часопис.

## Опште информације
Први број часописа Југославија изашао је у јесен 1949. године. Оснивачки уредник илустрованог часописа био је Ото Бихали Мерин. Часопис је излазио на српскохрватском, енглеском и немачком. Касније су додата издања на француском и руском језику.
Часопис се дистрибуирао у иностранству, јер је имао за циљ да западним читаоцима представи друштвено-политичку ситуацију, национално благо и туристичка места Југославије. Такође је садржао чланке који одражавају балканску културу. Неки томови су били посвећени појединачним републикама у оквиру Југославије, укључујући Босну и Херцеговину, Македонију и Словенију, које су имале мало становника или су се налазиле на крајњем крају земље или су имале мултикултуралну структуру. Међутим, у часопису никада није објављена Хрватска или Србија од којих је становништво доминирало у држави.
Ото Бихали Мерин је уређивао часопис до 1959. године када је престао да излази.